# Теба (Аризона)
Теба (англ. Theba) — переписна місцевість (CDP) в США, в окрузі Марікопа штату Аризона. Населення — 111 особа (2020).

## Географія
Теба розташована за координатами 32°55′6″ пн. ш. 112°53′23″ зх. д. / 32.91833° пн. ш. 112.88972° зх. д. (32.918231, -112.889776).  За даними Бюро перепису населення США в 2010 році переписна місцевість мала площу 1,61 км², уся площа — суходіл.

## Демографія
Згідно з переписом 2010 року, у переписній місцевості мешкало 158 осіб у 43 домогосподарствах у складі 34 родин. Густота населення становила 98 осіб/км².  Було 49 помешкань (30/км²).
Расовий склад населення:
| - 36,7 % — білих - 0,6 % — чорних або афроамериканців - 62,7 % — осіб інших рас |

До двох чи більше рас належало 0,0 %. Частка іспаномовних становила 95,6 % від усіх жителів.
За віковим діапазоном населення розподілялося таким чином: 34,8 % — особи молодші 18 років, 63,9 % — особи у віці 18—64 років, 1,3 % — особи у віці 65 років та старші. Медіана віку мешканця становила 22,3 року. На 100 осіб жіночої статі у переписній місцевості припадало 154,8 чоловіків;  на 100 жінок у віці від 18 років та старших — 128,9 чоловіків також старших 18 років.